# Liste verschollener Romane
Die Liste verschollener Romane enthält eine chronologische Auflistung von bereits als Manuskript verschollenen weitgehend abgeschlossenen Romanen und Novellen von Autoren der Weltliteratur. Die Ursachen der Verluste sind mannigfaltig und rangieren zwischen Unachtsamkeit und Zensur. Erfasst werden mitunter auch verschollene oder zerstörte Werke, die von ihren Autoren ein zweites Mal aus dem Gedächtnis geschrieben wurden. Ebenso sind Werke aufgeführt, deren Existenz lediglich durch eine Behauptung des Autors belegbar sind.
| Zeitpunkt des Verlustes | Autor                            | Titel                               | Art des Verlustes |
| ----------------------- | -------------------------------- | ----------------------------------- | --- |
| 1675                    | René Descartes                   | Olympica                            | Das verloren gegangene Manuskript der Olympica wurde zuletzt 1675 von Leibnitz exzerpiert. |
| 1775                    | José Cadalso                     | La Linterna mágica                  | Das Manuskript zu einem satirischen utopischen Roman ging 1775 bei der Übersendung an den Verleger Meléndez Valdés zusammen mit den Manuskripten einer Abhandlung und einer Tragödie verloren. |
| 1796                    | E. T. A. Hoffmann                | Der Geheimnisvolle                  | Das Manuskript zu E. T. A. Hoffmanns 1795–1796 entstandenem ersten Roman ging zu einem unbekannten Zeitpunkt verloren. |
| 1803                    | Heinrich von Kleist              | Titel unbekannt                     | Das Manuskript des fast vollendeten Trauerspiels Robert Guiskard und neben anderen Papieren wohl auch das Manuskript eines autobiographischen Romans wurden von Kleist nach eigenen Angaben in Paris zerstört. |
| 1807                    | Marquis de Sade                  | Les Journees de Florbelle           | Das 6000 Seiten starke Manuskript des letzten Romans von de Sade wurde im Beisein seines Sohnes im Hofe der Anstalt von Charenton verbrannt. |
| 1807                    | Lord Byron                       | ohne Titel                          | Lord Byron versuchte viermal eine Novelle oder einen Prosatext zu verfassen. Byron verbrannte 1807 eine 214-seitige Novelle. |
| 1813                    | Lord Byron                       | ohne Titel                          | Lord Byron verbrannte 1813 einen abgeschlossenen autobiografischen Roman. Der Titel ist nicht überliefert. |
| 1825                    | Nathaniel Hawthorne              | Seven Tales of my native Land       | Hawthorne vernichtete seine wohl durch eine Rahmenhandlung verbundene Novellensammlung nach der Ablehnung durch Verleger. Möglicherweise wurden einige Inhalte in späteren Novellen wieder verwendet. |
| 1828                    | Alphonse Rabbe                   | La Soeur grise                      | Nach Rabbes eigenen Angaben wurde das unveröffentlichte Manuskript gestohlen, wenn auch seine Existenz von einigen Biographen wegen einer luetisch bedingten Hirnleistungsschwäche Rabbes in Zweifel gezogen wurde. |
| 1832                    | Marquis de Sade                  | ohne Titel                          | Im Hof der Polizei von Paris wurde ein weiteres Romanmanuskript de Sades in Anwesenheit seines Sohnes Claude-Armand de Sade verbrannt. |
| 1833                    | Karl Schall                      | ohne Titel                          | Karl Schall behauptete in seinen letzten Lebensjahren, einen komischen Roman verfasst zu haben und regelte den Vorabdruck der ersten Kapitel mit der Redaktion „des Freymütigen“ vertraglich. Gleichwohl wurde nach dem Tod Schalls 1833 unter den nachgelassenen Papieren und Notizen keine einzige Zeile des Romans gefunden, der daher von einigen Biographen als imaginär angesehen wird.                                                                         |
| 1840                    | Wilhelm Waiblinger               | Lord Lilly                          | Das Manuskript des 1823–1825 verfassten Romans wurde zuletzt 1840 Eduard Mörike vorgelegt, der vom Druck abriet. |
| 1840                    | Theodor Fontane                  | Du hast recht getan!                | Fontanes erster naturalistischer Roman verfasst 1840 hat sich nicht erhalten. |
| 1852                    | Nikolai Gogol                    | Die verlorenen Seelen, Zweiter Teil | Gogol verbrannte in Rom die seiner Meinung nach misslungene Fortsetzung 'der Toten Seelen', nachdem er bereits 1842 Manuskripte der Fortsetzung vernichtet hatte. |
| 1904                    | Franz Kafka                      | Das Kind und die Stadt              | Kafkas 1903 begonnenes Buchprojekt „Das Kind und die Stadt“ ist seit seiner Entstehung verschollen. |
| 1906                    | Robert Walser                    | Der Asien-Gehülfe                   | Walser vernichtete im Zorn das Manuskript des „Asien-Gehülfen“ nach der Ablehnung durch den Verleger Cassirer. Der Asiengehülfe, Walsers zweiter Roman, war mit dem Roman Der Gehülfe nicht identisch. |
| 1919                    | Robert Walser                    | Tobold                              | Walser vernichtete auch das Manuskript zu seinem Roman „Tobold“ nach der Ablehnung durch den Rascher Verlag. Lediglich ein Fragment wurde 1915 veröffentlicht. |
| 1919                    | T. E. Lawrence                   | The seven Pillars of Wisdom         | Lawrence ließ 1919 beim Umsteigen das einzige Manuskript seines autobiographischen Romans auf dem Bahnsteig des Bahnhofs Reading zurück und war gezwungen, den gesamten Text erneut zu verfassen. |
| 1920                    | Heimito von Doderer              | Katharina                           | Bei der Rückkehr aus der Gefangenschaft in Sibirien ging Doderers Manuskript zu seinem Roman Katharina bis auf ein Fragment verloren. |
| 1921                    | Robert Walser                    | Theodor                             | Walser vernichtete auch das Manuskript zu seinem Roman „Theodor“. 1925 räumte Walser ein, drei Romanmanuskripte vernichtet zu haben. |
| 1927                    | Louis Aragon                     | La Défense de l' Infini             | Aragon verbrannte das Manuskript seines „Roman der Romane“ nach einem Streit mit Breton, der die Ansicht vertrat, Romane seien keine legitime Ausdrucksform der Avantgarde. |
| 1930                    | Michail Afanassjewitsch Bulgakow | Meister und Margarita               | Bulgakov vernichtete 1930 das erste Manuskript seines Romans Meister und Margarita in 15 Kapiteln, das dann bis 1940 in einer erneuten Fassung entstand. |
| 1930                    | Henry Miller                     | Clipped Wings                       | Henry Miller vertraute in Paris 1930 das 1923 in drei Wochen verfasste Manuskript seines ersten Romans dem Buchhändler und Verleger Edward Titus an, der das Manuskript umgehend verlor. |
| 1933                    | Lion Feuchtwanger                | Josephus, 2. Band                   | Das Manuskript des 2. Bandes der Josephustrilogie wurde bei der Plünderung von Feuchtwangers Haus in Berlin zerstört. Feuchtwanger verfasste den Band in einer neuen Konzeption wieder. |
| 1933                    | Yvan Goll                        | Der alternde Luzifer                | Das Manuskript der Neufassung der „Eurokokke“ ging nach dem Verbot der Schriften Golls in Deutschland verloren. Erhalten blieb die französische Fassung bzw. Bearbeitung. |
| 1936                    | Jakow Gollosowker                | Jesus verläßt Moskau                | Das Manuskript des unveröffentlichten Romans wurde nach der Verhaftung Gollosowkers durch den KGB von einem befreundeten Maler vernichtet. Gollosowker verfasste 1939 den 1991 erschienenen Roman erneut. |
| 1938                    | John Cheever                     | The holly Tree                      | Cheever vernichtete selbst sein 1937–1938 verfasstes Romanmanuskript. Nach Angabe von Susan Cheever gab es ein vernichtetes Manuskript eines noch früheren Romanes. |
| 1940                    | Alfred Kantorowicz               | ohne Titel                          | Kantorowicz erster Roman, in dem er ab 1929 seine Erlebnisse in Erlangen verarbeitete, fiel 1940 in Frankreich in die Hände der Gestapo und wurde vernichtet. |
| 1941                    | Joseph Breitbach                 | Clemens (Erzählung)                 | Es handelt sich dabei ursprünglich um ein Kapitel aus einem gleichnamigen Roman, das unter dem Titel Die Rückkehr im Jahr 1937 im ersten Heft der von Thomas Mann herausgegebenen Zeitschrift Maß und Wert veröffentlicht wurde. 1941 beschlagnahmte die Gestapo in Paris das Manuskript des Romans. Es wurde in der Endphase des Zweiten Weltkrieges von sowjetischen Truppen nach Moskau gebracht und später an die DDR abgegeben. Breitbach erfuhr hiervon nichts. |
| 1943                    | Henry de Montherlant             | Père et fils                        | Das Manuskript des 1941 verfassten etwa 200-seitigen Romans wurde von Montherlant als Vorlage für das Drama Fils et personne verwendet und anschließend vernichtet. |
| 1943                    | Andrei Platonowitsch Platonow    | Reise aus Moskau nach Petersburg    | Das beschlagnahmte vollständige Romanmanuskript wurde 1943 vom KGB vernichtet. |
| 1944                    | Hans Fallada                     | Das Kutisker-Projekt                | Das in der Heilanstalt Strelitz von Fallada im Auftrag des Propagandaministeriums 1943 verfasste dubiose antisemitische Manuskript über Iwan Kutisker ging in den Kriegswirren verloren. |
| 1944                    | Dominique Desanti                | Les Termites                        | Desanti verbrannte ihr auf Anregung Sartres ab 1941 entstandenes Romanmanuskript nach Eintritt in die PCF, wegen darin enthaltener Sympathien für die Trotzkistische Bewegung. |
| 1950                    | Truman Capote                    | Summer Crossing                     | Capote überließ 1950 beim Umzug das Inventar seiner Wohnung dem Hausmeister, darunter auch das weitgehend fertige Manuskript. Für Capote war es damit verloren. Es wurde 2004 Sotheby’s angeboten und 2005 postum gedruckt. |
| 1966                    | Irmtraud Morgner                 | Rumba auf einen Herbst              | Das Manuskript des abgeschlossenen Romans verschwand 1966 unter ungeklärten Umständen. Der Text wurde nach dem Tod Morgners 1992 in einer rekonstruierten Fassung veröffentlicht. |
| 1993                    | Liao Yiwu                        | Für ein Lied und hundert Lieder     | Zwischen 1989 und 1993 wurden Liao Yiwu in verschiedenen Gefängnissen und Umerziehungslagern die ersten beiden Fassungen seines Romans von der Geheimpolizei abgenommen und wohl vernichtet. Erst die dritte Fassung konnte aus China hinausgeschmuggelt werden. |